# Werft Danzig

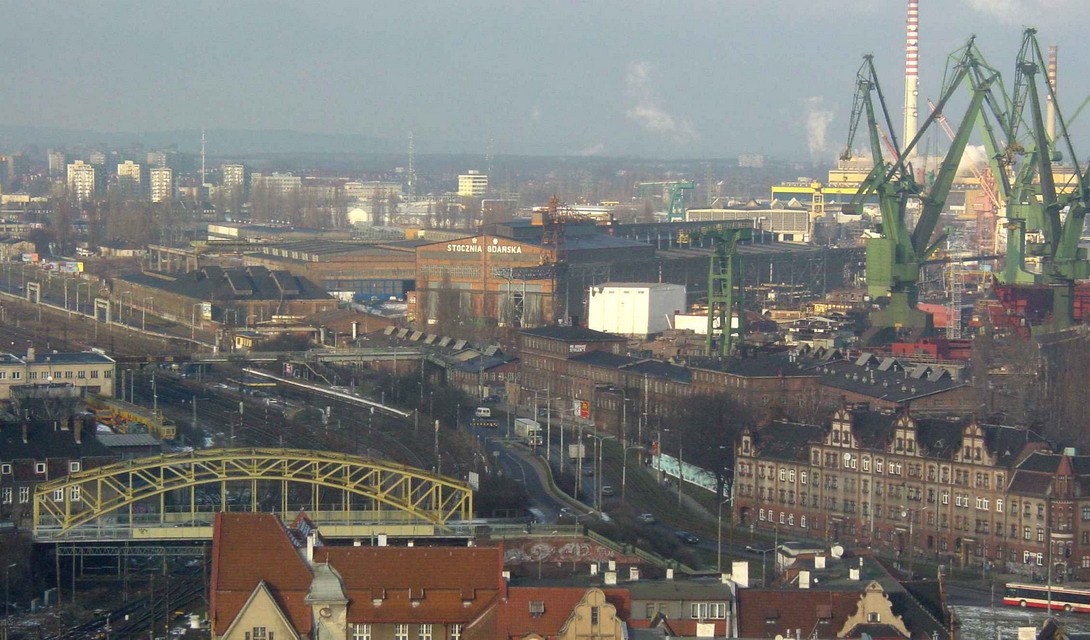
Anlagen der Stocznia Północna, westlicher Teil der Danziger Werft

Die Werft Danzig AG (polnisch Stocznia Gdańsk Spółka Akcyjna, bis 2006: Stocznia Gdańska) ist die Nachfolgerin der bis 1990 in Danzig bestehenden Danziger Werft (Lenin-Werft). Die Danziger Schiffswerft ist eine der größten Werften Polens. Sie liegt östlich des Weichsel-Mündungsarms Martwa Wisła (Tote Weichsel) auf der Insel Ostrów.

## Geschichte der Werft bis 1989

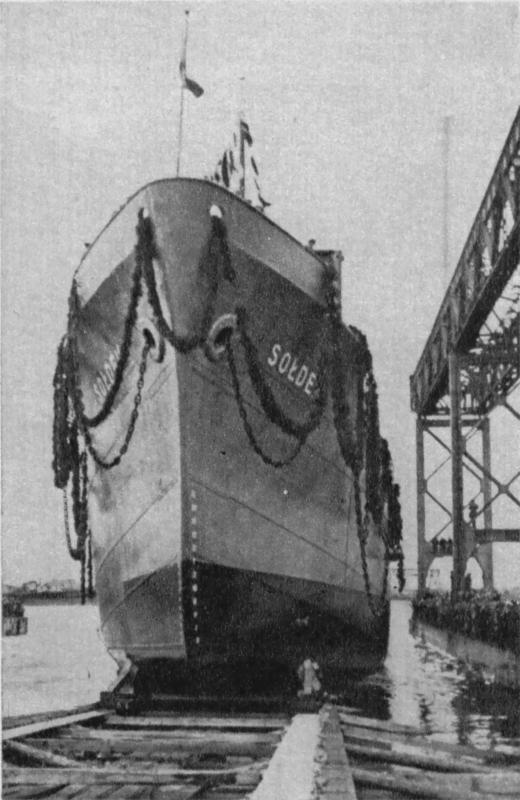
Stapellauf der Sołdek (1950)

Die heutige Werft geht auf die 1844 gegründete Kaiserliche Werft (ab 1919 Danziger Werft und Eisenbahnwerkstätten) und die 1890 gegründete Zweigwerft der Elbinger Schichauwerft zurück. Im Jahre 1945 wurden die ursprünglichen deutschen Besitzer des Unternehmens aufgrund ihrer deutschen Nationalität entschädigungslos durch den polnischen Staat enteignet. Auf dieser Werft lief im Jahr 1950 das erste nach dem Zweiten Weltkrieg in Polen gebaute Schiff, die Sołdek, vom Stapel. Am 15. April 1967 wurde die Werft in Stocznia Gdańska im. Lenina („Danziger Werft, benannt nach Lenin“) umbenannt. In deutschen Medien wurde dieser Name in der Folgezeit meist in Lenin-Werft verkürzt.
Die Arbeiter der Werft galten seit den 1960er Jahren als „aufmüpfig“ und eigensinnig. Im Dezember 1970 wurden (illegale) Streiks und Arbeitsniederlegungen durchgeführt, die von der Staatsmacht blutig niedergeschlagen wurden. Der Elektriker Lech Wałęsa gehörte seit Mitte der 1970er Jahre zu den Streikkomitees der Arbeiter. Eine weitere, führende Persönlichkeit war die Kranführerin Anna Walentynowicz. International bekannt wurde die Werft, als im Streiksommer des Jahres 1980 nach der Unterzeichnung des Augustabkommens in der Arbeitsschutzhalle der Danziger Werft die Gewerkschaft Solidarność gegründet wurde. Die Werft gilt als Keimzelle der demokratischen Bewegung Polens. Der Gewerkschaftsführer Lech Wałęsa wurde am 9. Dezember 1990 zum Präsidenten Polens gewählt.

## Privatisierung

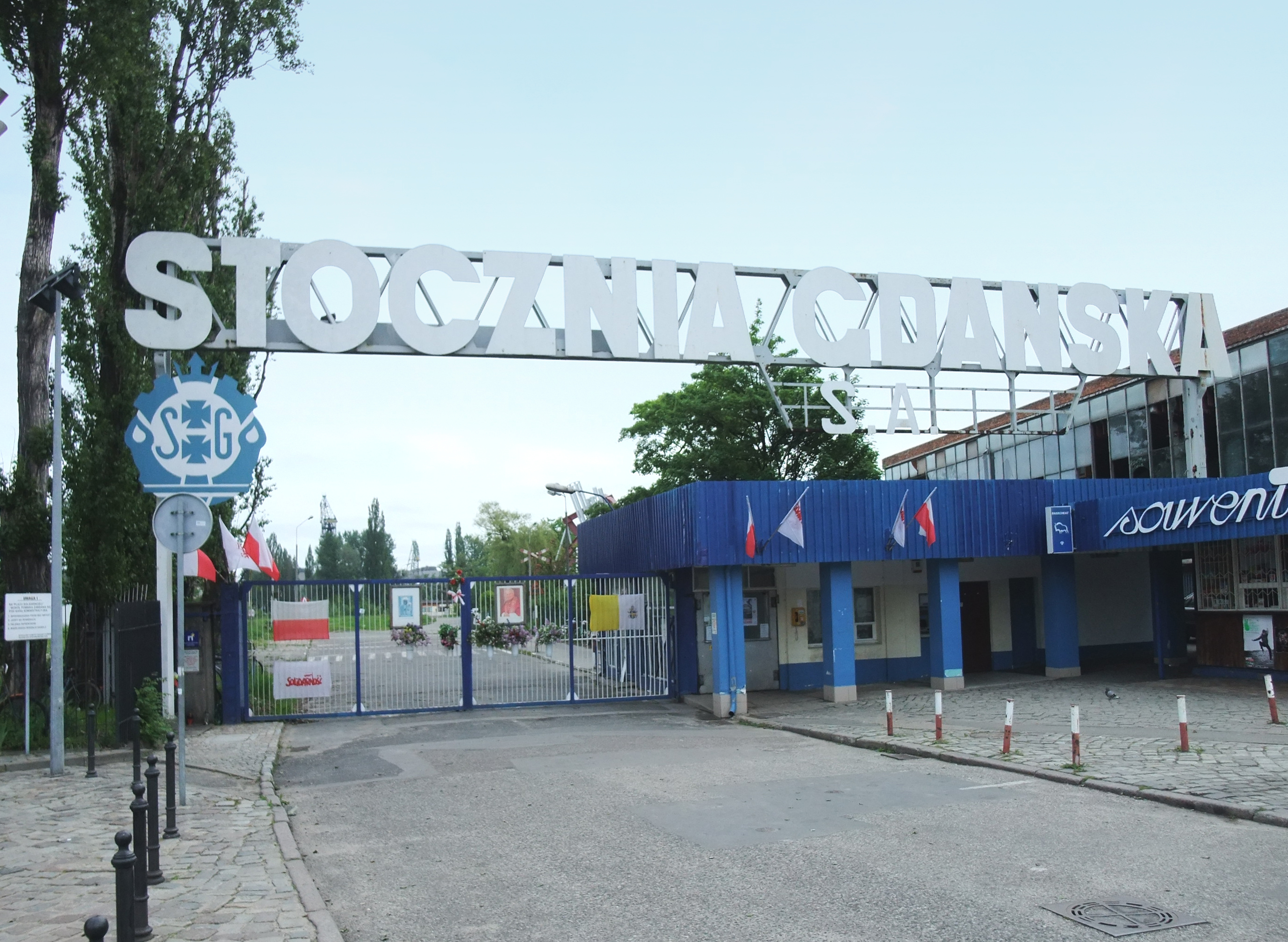
Ehemaliger Eingang zur Danziger Werft

Im Zuge der Privatisierung der ehemaligen sozialistischen Staatsbetriebe zu Beginn der 1990er Jahre wurde die Werft in eine Aktiengesellschaft umgewandelt. Durch die Privatisierung wurde die Belegschaft der Werft von 15.760 Mitarbeitern (1978) auf unter 3.000 (im Jahr 2007) reduziert.
Nach der Übernahme der Regierungsverantwortung im Jahr 2006 hat die Partei Recht und Gerechtigkeit (PiS) den Ethnologen Andrzej Jaworski (der ebenfalls dieser Partei angehörte) mit der Leitung der Werft beauftragt, obwohl dieser keinerlei Erfahrung im Schiffbau besaß. Unter dem Druck der Gewerkschaften teilte Jaworski die Danziger von der Gdingener Werft und verkaufte im Dezember 2006 5 % der Anteile der Danziger Werft an ISD Polska, eine Tochter des ukrainischen Stahl- und Hüttenkonzerns Industrialnyj Sojus Donbassu (ISD) aus dem Donbas. Im November 2007 übernahm ISD Polska neu herausgegebene Aktien für 300 Millionen Złoty und erhöhte damit seinen Aktienanteil auf 83 %. Als ISD auch die Gdingener Werft erwerben wollte, fordert die Europäische Kommission, dass die Werften die staatlichen Hilfen zurückzahlen, ihre Produktion drosseln oder bis Ende Juni 2008 privatisiert werden. Insgesamt hat der polnische Staat seine Werften mit 5 Mrd. Złoty gefördert.
Seit dem Jahre 2010 fertigt die Werft auch Bauteile für Windkraftanlagen. Im Jahre 2014 beschäftigte sie gut 700 Mitarbeiter.

## Siegel
Wegen der Bedeutung der Werften für die Entwicklung in Europa erhielten sie die Auszeichnung Europäisches Kulturerbe-Siegel.